# Harmony Gold
Harmony Gold – największy w Południowej Afryce oraz szósty co do wielkości na świecie koncern wydobywający złoto, działający również w Papui-Nowej Gwinei.

## Działalność
Firma posiada w Południowej Afryce:
- kopalnię złota Bambanani
- kopalnię złota Doornkop
- kopalnię złota Joel
- kopalnię złota Kusasalethu
- kopalnię złota Masimong
- kopalnię złota Phakisa
- kopalnię złota Target 1
- kopalnię złota Tshepong
- kopalnię złota Unisel
- odkrywkowa kopalnię złota Kalgold

Przychody przedsiębiorstwa w 2006 wyniosły 1,18 miliarda dolarów. 3 października 2007 roku około 3000 górników zostało uwięzionych wskutek awarii. Związki zawodowe sprzeciwiają się zbyt pobłażliwemu, ich zdaniem, traktowaniu kwestii bezpieczeństwa przez właścicieli kopalni.